# Eucondylops konowi
Eucondylops konowi är en biart som beskrevs av Brauns 1902. Eucondylops konowi ingår i släktet Eucondylops och familjen långtungebin. Inga underarter finns listade i Catalogue of Life.